# ديف كيلي (لاعب هوكي الجليد كندي)
ديف كيلي هو لاعب هوكي الجليد كندي، ولد في 20 سبتمبر 1952 في Wallaceburg ‏ في كندا.

## وصلات خارجية
- ديف كيلي (لاعب هوكي الجليد كندي) على موقع دوري الهوكي الوطني (الإنجليزية)
- ديف كيلي (لاعب هوكي الجليد كندي) على موقع قاعة مشاهير الهوكي (لاعب أن.إتش.أل) (الإنجليزية)
- ديف كيلي (لاعب هوكي الجليد كندي) على موقع EliteProspects.com (الإنجليزية)
- ديف كيلي (لاعب هوكي الجليد كندي) على موقع HockeyDB.com (الإنجليزية)
- ديف كيلي (لاعب هوكي الجليد كندي) على موقع Hockey-Reference.com (الإنجليزية)